# Atypophthalmus
Atypophthalmus är ett släkte av tvåvingar som beskrevs av Enrico Adelelmo Brunetti 1911. Atypophthalmus ingår i familjen småharkrankar.

## Dottertaxa tillAtypophthalmus, i alfabetisk ordning[1][2]
- Atypophthalmus andringitrae
- Atypophthalmus barthelemyi
- Atypophthalmus bicorniger
- Atypophthalmus bilobatus
- Atypophthalmus bobyensis
- Atypophthalmus bourbonensis
- Atypophthalmus comoricola
- Atypophthalmus crinitus
- Atypophthalmus densifimbriatus
- Atypophthalmus egressus
- Atypophthalmus emaceratus
- Atypophthalmus flavopyga
- Atypophthalmus fuscopleura
- Atypophthalmus gausapa
- Atypophthalmus gurneyanus
- Atypophthalmus hovamendicus
- Atypophthalmus inelegans
- Atypophthalmus infixus
- Atypophthalmus inusitatellus
- Atypophthalmus inustus
- Atypophthalmus kurma
- Atypophthalmus languidus
- Atypophthalmus machidai
- Atypophthalmus mahensis
- Atypophthalmus marleyi
- Atypophthalmus mauritianus
- Atypophthalmus mendicus
- Atypophthalmus mjobergi
- Atypophthalmus multisetosus
- Atypophthalmus omogoensis
- Atypophthalmus parvapiculatus
- Atypophthalmus patritus
- Atypophthalmus patulus
- Atypophthalmus pendleburyi
- Atypophthalmus perreductus
- Atypophthalmus polypogon
- Atypophthalmus prodigiosus
- Atypophthalmus quinquevittatus
- Atypophthalmus sedatus
- Atypophthalmus segnis
- Atypophthalmus seychellanus
- Atypophthalmus stylacanthus
- Atypophthalmus submendicus
- Atypophthalmus tamborinus
- Atypophthalmus taoensis
- Atypophthalmus thaumastopyga
- Atypophthalmus thomasseti
- Atypophthalmus umbratus
- Atypophthalmus vinsoni